# Obertiefenbach (Taunus)
Obertiefenbach (Taunus) este o comună din landul Renania-Palatinat, Germania.